# أتسوشي يوشياما
أتسوشي يوشياما (باليابانية: 内山 篤) (29 يونيو 1959 في شيزوكا في اليابان – )؛ هو لاعب كرة قدم ياباني سابق كان يلعب كلاعب وسط. سبق له أن لعب مع منتخب اليابان.

## وصلات خارجية
- أتسوشي يوشياما على موقع قاعدة بيانات كرة القدم.إي يو (الإنجليزية)
- أتسوشي يوشياما على موقع ناشيونال فوتبول تيمز (الإنجليزية)
- أتسوشي يوشياما على موقع Soccerway.com (الإنجليزية)
- أتسوشي يوشياما على موقع عالم كرة القدم.نت (الإنجليزية)
- أتسوشي يوشياما على موقع كووورة
- National Football Teams
- Japan National Football Team Database